# طرد اليهود من إسبانيا

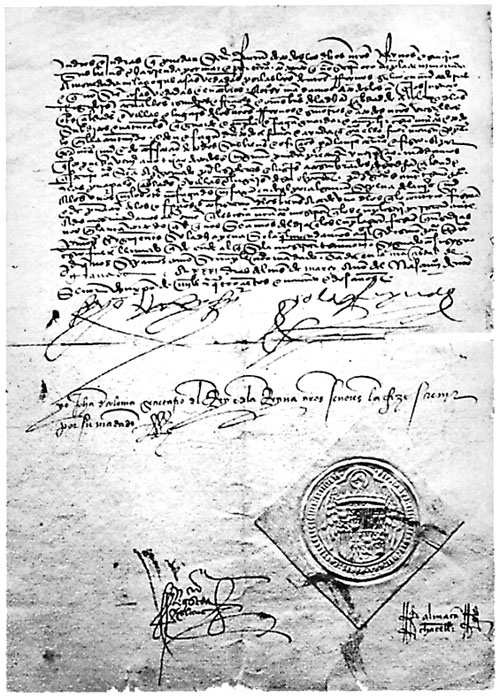
وثيقة مرسوم غرناطة او مرسوم الحمراء

طرد اليهود من إسبانيا هو مجموعة الإحداث التي وقعت بعد إصدار مرسوم الحمراء في 31 مارس عام 1492.
هذه الصورة تظهر وثيقة تاريخية مكتوبة بخط اليد، وتحديداً هي نسخة من "مرسوم غرناطة" أو "مرسوم الحمراء" (Edicto de Granada) الصادر في 31 مارس 1492 عن الملكين الكاثوليكيين فرناندو الثاني وإيزابيلا الأولى.
هذا المرسوم أمر بطرد اليهود من مملكة إسبانيا، حيث أُجبر اليهود على اعتناق المسيحية أو مغادرة البلاد قبل 31 يوليو 1492، وإلا فسيواجهون عقوبات قاسية. الوثيقة مكتوبة بالإسبانية القشتالية القديمة وتظهر تواقيع الملكين بالإضافة إلى ختم المملكة الرسمي في أسفل الصفحة.